# Chaudardes
Chaudardes is een gemeente in het Franse departement Aisne (regio Hauts-de-France) en telt 86 inwoners (2009). De plaats maakt deel uit van het arrondissement Laon. Het dorp ligt in de vallei van de Aisne, ten zuiden van het plateau van Craonne. 

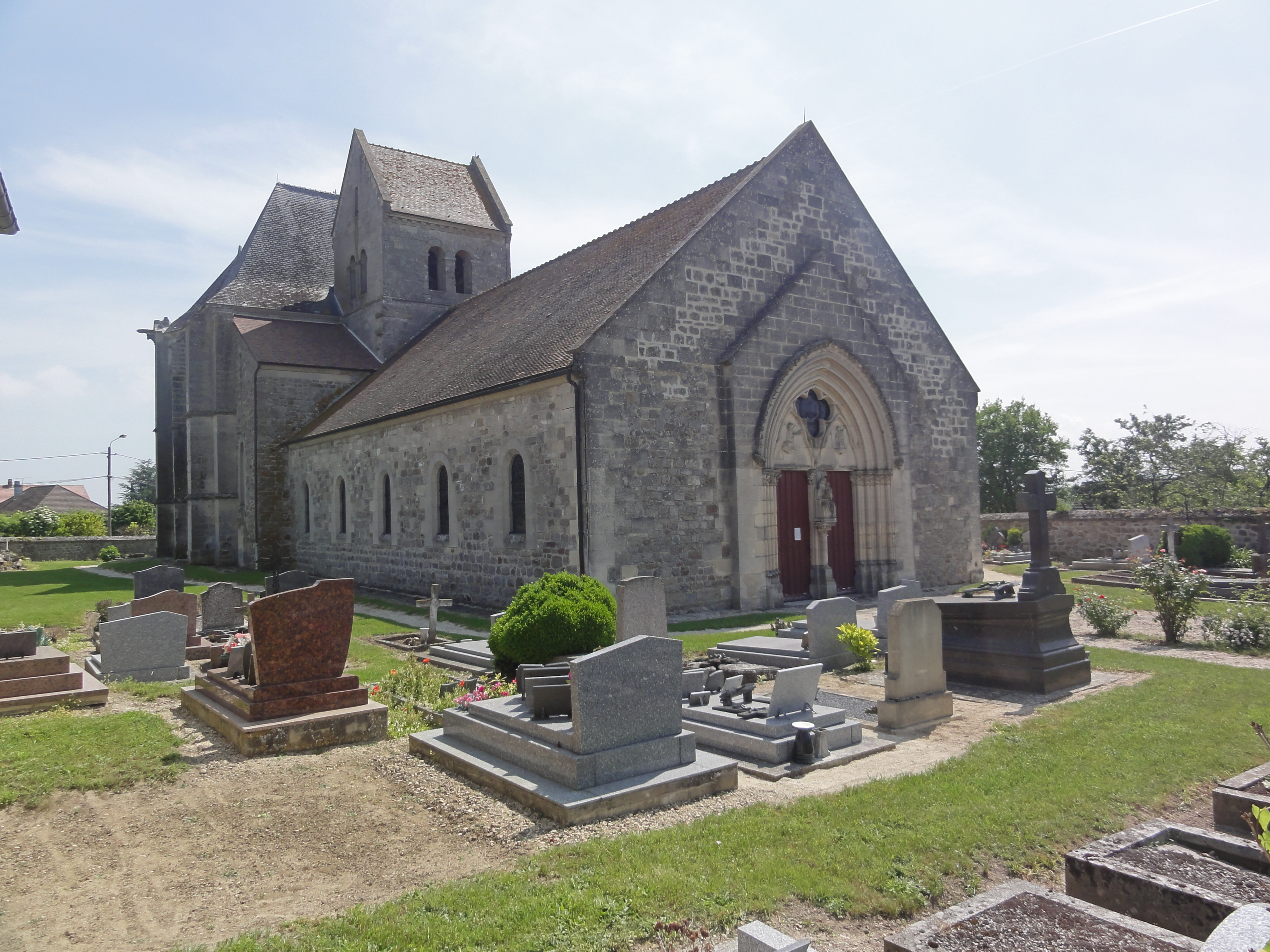
Sint-Jan-de-Doperkerk

De Sint-Jan-de-Doperkerk (Église Saint-Jean-Baptiste de Chaudardes) is een geklasseerd monument uit 1919. De kerk is niet toegankelijk voor het publiek.

## Geografie
De oppervlakte van Chaudardes bedraagt 4,9 km², de bevolkingsdichtheid is dus 17,6 inwoners per km².
De onderstaande kaart toont de ligging van Chaudardes met de belangrijkste infrastructuur en aangrenzende gemeenten.

## Demografie
Onderstaande figuur toont het verloop van het inwonertal (bron: INSEE-tellingen).
Vanwege een beveiligingsprobleem met de MediaWiki Graph-software is het momenteel niet mogelijk deze grafiek weer te geven. Zodra de software is bijgewerkt zal de grafiek vanzelf weer zichtbaar worden.